# Kitron
Kitron är ett norskt företag för produktion av elektronik och tillhörande tjänster. Koncernen har verksamhet i Norge, Sverige, Danmark, Litauen, Tyskland, Polen, Tjeckien, Indien, Kina, Malaysia och USA. Kitron är noterat på Oslobörsen och har sitt huvudkontor i Billingstad i Norge.
Kitrons tillverkning i Sverige ligger i Jönköping. 2016 flyttade Kitron från Jönköpings garnison till en ny byggnad i Torsvik strax söder om Jönköping.